# Hospital General de México
El Hospital General de México es una institución de asistencia pública perteneciente a la Secretaría de Salud de México, forma parte de una red de seis hospitales que prestan salud pública en la zona central del país. Se encuentra ubicado en la colonia Doctores a unos pasos de la estación Hospital General de la línea 3 del metro de la Ciudad de México.

## Historia
En Hispanoamérica, la designación Hospital General se conoce desde la fundación del Hospital General de San Hipólito, por Bernardino Álvarez, en 1567. Sin embargo, el concepto funcional existió a partir de la puesta en marcha del Hospital General de San Andrés, en la capital de Nueva España. Este último es el antecedente del Hospital General de México, así como también el antiguo Hospital del Amor de Dios —que había sido fundado por fray Juan de Zumárraga en 1540—, que se incorporó al de San Andrés en 1788.
El proyecto del Hospital General fue aprobado el 22 de noviembre de 1895 por el entonces presidente de la República, Porfirio Díaz, quien determinó la concreción del esperado nombramiento del doctor Eduardo Liceaga como director médico. También se estableció que el ingeniero Roberto Gayol fuera el constructor del nuevo nosocomio. Ambos funcionarios del hospital, designados por la presidencia del país, desarrollaron estas funciones hasta el 14 de mayo de 1904, año en el que finalizaron las obras. Para la construcción del edificio se eligió un gran terreno, cedido en su mayor parte por Pedro Serrano, en la entonces casi despoblada colonia Hidalgo. Las obras se comenzaron el 23 de julio de 1896 y se terminaron el 31 de diciembre de 1904. El ingeniero Manuel Robledo Guerra las dirigió los últimos meses. Fue inaugurado el 5 de febrero de 1905 por Porfirio Díaz, tuvo un costo de cuatro millones ochocientos mil pesos, iniciado con cuatro especialidades básicas. El primer director del Hospital General fue el médico militar Fernando López.
El hospital se integró con 49 pabellones, 19 garitones de vigilancia colocados en el interior de la barda y  5 porterías en los pabellones de infecciosos, 1 de ginecología, 1 para pensionistas no infecciosos, 1 de observación y 3 de maternidad. Diecisiete edificios fueron destinados a servicios generales. Su capacidad fue de 800 camas, pudiendo ampliarse finalmente a 900.
Para los años 20 y 30 tuvo un gran crecimiento con médicos como el urólogo Aquilino Villanueva, el cardiólogo Ignacio Chávez, el gastroenterólogo Abraham Ayala González, el nutriólogo Salvador Zubirán, el tisiólogo Ismael Cosío Villegas entre otros, siendo formador de especialistas que crearon los institutos nacionales de salud como el de cardiología, nutrición, cancerología y el de enfermedades respiratorias. Para el terremoto de 1985 las unidades de ginecología y la residencia de médicos son completamente destruidos falleciendo más de 295 personas entre pacientes, residentes y personal médico, para el año 2010 el hospital contaba con más de 40 especialidades y subespecialidades en servicio.
A 114 años de existencia del Hospital General de México “Dr. Eduardo Liceaga”, la Junta de Gobierno de esta institución nombró por primera vez a una mujer para designar el cargo de la dirección general. En el año 2019 en la ceremonia de la toma de posesión, el Secretario de Salud, Jorge Alcocer Varela, consideró la designación de Guadalupe Mercedes Lucía Guerrero Avendaño, como una muestra de las reivindicaciones de las mujeres, quienes están logrando la igualdad de género en todos los ámbitos de la vida.

### Directores generales
El Hospital General de México ha sido cuna en la formación de médicos especialistas de prestigio, algunos de ellos fueron directores generales en diferentes periodos:
- Fernando López  febrero de 1905 a agosto de 1911
- Regino González septiembre a octubre de 1911 (periodo mes y medio)
- Lamberto Barreda octubre de 1911 a enero de 1912
- José de Jesús Sánchez enero de 1912 a marzo de 1913
- Fernando López abril a julio de 1913 (segundo periodo)
- Manuel Toussaint julio de 1913 (periodo un mes)
- Aureliano Urrutia agosto a octubre de 1913 (periodo tres meses)
- Manuel Toussaint noviembre a diciembre de 1913 (segundo periodo)
- Alfonso Cabrera enero de 1914 a junio de 1917
- Genaro Escalona julio de 1917 a 29 de mayo de 1918
- Rafael Carrillo mayo de 1918 a noviembre de 1920
- Emilio Galván noviembre a diciembre de 1920
- Cleofas Padilla abril de 1921 a marzo de 1924
- Carlos Dávila Zavala marzo a septiembre de 1924 (segundo periodo)
- Genaro Escalona octubre 1924 a agosto de 1932 (segundo periodo)
- Ignacio González Guzmán Director interino (1932 simultáneo)
- Conrado Zuckermann Director interino (1932 simultáneo)
- Luis Augusto Méndez agosto de 1932 a agosto de 1936 (definitivo)
- Abraham Ayala González agosto a septiembre de 1936 (corto tiempo)
- Gregorio Salas septiembre 1936 a noviembre de 1936
- Manuel J. Castillejos Corso noviembre de 1936 a enero de 1937
- Ignacio Chávez enero 1937 a marzo de 1939
- Aquilino Villanueva marzo 1939 a 1945
- Abraham Ayala González 1945 a 1948 (segundo periodo)
- Francisco Fonseca García fines de 1948 a 1952
- Mariano Vázquez Rodríguez 1952 a marzo de 1954 (licencia de seis meses)
- Enrique Flores Espinosa 1954 a 1956 (primer periodo) y 1956 a abril de 1958 (segundo periodo)
- Leónides Guadarrama mayo de 1958 a 1960
- Clemente Robles abril de 1960 a 1964
- Enrique Arce González Junio de 1964 a 1967
- Raúl Fournier Villada 1967 a 1969
- Fernando Martínez Cortés 1969 a 1972
- Javier Romo Diez abril de 1972 a 1973
- Francisco Higuera Ballesteros de 1974 a 1984
- Rodolfo Díaz Perches de 1984 a 1986
- José Kuthy Porter de 1986 a 1989
- José Luis Ramírez Arias de abril de 1989 a enero de 1999
- Francisco Higuera Ramírez de febrero de 1999 a enero de 2009
- Francisco P. Navarro Reynoso de 2009 a enero de 2014
- César Athié Gutiérrez de 2014 a febrero de 2019
- Guadalupe Mercedes Lucía Guerrero Avendaño 2019 a la fecha

## Infraestructura
Cuenta con una superficie de 12,9 hectáreas, donde se ubican 65 edificios de los cuales 45 están destinados al área médica con 83 especialidades. Dispone de 50 quirófanos, en los que, durante 2023, se realizaron 30 mil 181 intervenciones quirúrgicas gratuitas para personas sin derechohabiencia. Cuenta con mil 192 camas. 
La Torre Quirúrgica se edificó en un terreno de 5 mil 205 metros cuadrados, con una construcción total de 15 mil 417 metros cuadrados que incluye planta baja, cuatro niveles. Tiene 15 salas de cirugía, y el primer Quirófano Híbrido de México donde se realizan trasplantes; cirugías endovascular, de corazón, de cráneo, compleja en gineco-obstetricia, de hígado-páncreas, vías biliares y en todo el aparato digestivo; microcirugías, neurocirugías, y otras especialidades. Cuenta con 118 camas, dos centrales de equipo y esterilización, una unidad de endoscopía, una sala de terapia intensiva y una de terapia intermedia.

El edificio de cardioneumología cuenta con 5 niveles, en la planta baja se encuentra el área de apoyo al diagnóstico, electrocardiografía, ecocardiografía, salas de prueba de esfuerzo y salas de Hemodinamia. El servicio de Urgencias está situado en la fachada sur. En el primer nivel se encuentra, Neumología con 12 consultorios, con circulación interna la Clínica del Tabaco, 1 sala de usos múltiples y 3 cubículos para pruebas de función pulmonar. Hay un área para Enseñanza con aula para 30 personas, sala de juntas y mediateca médica. El área de apoyo al diagnóstico cuenta con 1 Sala de Tomografía y 1 Sala Rayos X. El segundo piso cuenta con dos áreas de Quirófanos. La de cirugía de Cardiología y Neumología y la de cirugía ambulatoria. El tercer piso alberga la especialidad de Neumología y una capacidad para 66 camas. con 2 Salas para Inhaloterapia. En el centro tiene un jardín exterior, con áreas de estar, de 350 m² aproximadamente. El cuarto piso tiene dos zonas: Terapia Intensiva de Neumología con 12 camas aisladas y camas en Terapia Intermedia. La Intensiva de Cardiología con 8 camas aisladas, y cuarto de emergencias Cardiovasculares y la de Terapia Intermedia tiene 20 camas. 

## Educación
En la actualidad realizan internado rotatorio 540 estudiantes de medicina; asimismo, 343 prestan servicio social y 122 prácticas profesionales. Igualmente, 850 residentes mexicanos y 166 extranjeros estudian posgrado. 

## Avances
Investigadores del hospital encontraron que la música clásica compuesta por Mozart tiene un efecto positivo sobre enfermedades cardíacas. El hospital es un líder en el desarrollo de guías farmacéuticas para el país.

## Servicios médicos

### Especialidades y subespecialidades
| - Otorrinolaringología - Oftalmología - Hematología - Audiología y Foniatría - Urología - Nefrología - Ortopedia - Gastro manometria - Cirugía plástica - Dermatología - Geriatría - Oncología - Gineco-Obtetricia - Terapia Médica Intensiva - Anestesiología - Quirófano Central - Clínica del Dolor - Laboratorio - Radiología e Imagenología - Cirugía general - Medicina interna | - Alergia e Inmunología - Patología - Genética - Consulta Externa - Medicina preventiva - Urgencias - Banco de sangre - Medicina física y rehabilitación - Neurología y Neurocirugía - Reumatología - Estomatología - Endocrinología - Salud mental - Infectología - Neumología - Medicina Materno Fetal - Nutrición Clínica - Medicina Experimental - Cardiología - Pediatría - Estomatología - Farmacología Clínica |